# 3787 Айвазовський
3787 Айвазо́вський (1977 RG7, 1931 DM, 1967 RO, 1987 UA3, 3787 Aivazovskij) — астероїд головного поясу, відкритий 11 вересня 1977 року.
Тіссеранів параметр щодо Юпітера — 3,259.